# Джост, Джон
Джон Джост (англ. Jon Jost, род. 16 мая 1943) — американский режиссёр, сценарист, продюсер, оператор, композитор, монтажёр, единолично осуществляющий все функции при создании своих фильмов. Назван критиками «воплощением зрелости, отчуждённости и неудовлетворённости режиссёра независимого кино» (англ. the epitome of the aging, alienated and aggrieved independent film director).

## Биография
Родился в Чикаго в 1943 году в семье военного. Исключён из колледжа в 1963 году, формально — за неуспеваемость. Более никакого специального образования не получал. Самостоятельно начал снимать кинофильмы, которые сам задумывал, создавал сценарии, выступал режиссёром, оператором и монтажёром. В 1965 году был заключен в тюрьму на 27 месяцев за уклонение от постановки на воинский учёт и прохождения службы. После освобождения занялся хроникально-документальным кино, участвовал и производил съёмки массовых беспорядков, которые предшествовали президентским выборам 1968 года. Исповедовал маргинальные взгляды на жизнь и общество потребления: с 1972 по 1976 год жил в штате Монтана, где попрошайничал, ночевал в мусорных контейнерах.
Джон Джост первый полнометражный фильм выпустил в 1974 году, который создал в заброшенном гаражном боксе без света и воды. На первых этапах творчества наибольшее внимание уделял вопросам, связанным с различными аспектами жизни в США, провинциальной, «непарадной» Америки. Для подачи материала использует разнообразные формы: от традиционного эссе до авангардных форм повествования. Его работы широко демонстрируются на кинематографических фестивалях с 1975 года, где он 6 раз получал различные награды. В 1991 году МоМА в Нью-Йорке собрал и представил полную ретроспективу работ Йоста, включающую 11 полнометражных и 5 короткометражных фильмов.
В начале 1990-х годов жить и работать в США отказывается. В 1993 году уезжает в Европу, где снимает в различных странах, наиболее часто в Италии, и создаёт несколько документальных фильмов. В 2004 году прилетает в США, отметив приезд выпуском картины «Возвращение домой» (англ. Homecoming), которую сам позже обозначит, как «первую часть „Трилогии Бу́шу“». С 2007 по июнь 2011 года проживал и преподавал кинематографию в Сеуле, Республика Корея).
Его гражданское кредо выражено во фразе из фильма «Ловушка»: «Деньги — это первый и последний обман… Деньги — это дорога в ад и надежный способ тем, у кого они есть, считать себя лучше тех, у кого их нет… Это горы лжи, запакованные в национальные флаги, которые заставляют бедных мальчиков идти на смерть, чтобы те, у кого они есть, могли сидеть дома, потягивая изысканную бурду… Деньги — это первый шаг на долгой дороге, ведущей в никуда»

## Наиболее известные работы

### Speaking Directly
«Откровенно говоря (некоторые американские заметки)» (англ. Speaking Directly: Some American Notes, 1973 год) — кинематографическое эссе о политической и социальной ситуации в США в разгар вьетнамской войны и Уотергейта. Снят на любительскую камеру формата 16 мм. Включён в программу Эдинбургского кинофестиваля 1975 года. Отобран в ведущие кинематографические коллекции мира: МоМА, BFI, «Арсенал» (Институт и киноархив Германии), Австралийский институт кино.

### Last Chants for a Slow Dance
«Последние песни для медленного танца» (англ. Last Chants for a Slow Dance, 1977 год) — фильм в жанре роуд-муви. Главный персонаж Том Бейтс (Том Блейер) — водитель грузовика, исследуемый на его пути от бытовой неприязни к окружающим к немотивированному убийству. «Пугающий портрет люмпен-пролетария» (обозрение «Chicago Reader»). Фильм — участник многочисленных фестивалей в 1977—1979 годах.

### Slow Moves
«Медленные движения» (англ. Slow Moves, 1983 год) — неторопливая романтическая история двух молодых людей, которые после непродолжительного ухаживания решают жить вместе. Жизнь приносит обычные проблемы, недостаток денег, серые будни. В попытке убежать к иллюзорной свободе два этих «гадких утёнка» предстают то нелепыми, трагичными, грязными, то лирическими и прекрасными. Картина получила главный приз МКФ авторского фильма в Сан-Ремо.

## Избранная фильмография
| Год  |     | Русское название                                   | Оригинальное название                   | Роль                                           |
| ---- | --- | -------------------------------------------------- | --------------------------------------- | ---------------------------------------------- |
| 1973 | ф   | Откровенно говоря (некоторые американские заметки) | Speaking Directly (Some American Notes) | режиссёр, сценарист, оператор                  |
| 1977 | ф   | Ангельский город                                   | Angel City                              | режиссёр, сценарист, оператор                  |
| 1977 | ф   | Последние песни для медленного танца               | Last Chants for a Slow Dance            | режиссёр, сценарист, оператор                  |
| 1978 | ф   | Хамелеон                                           | Chameleon                               | режиссёр, сценарист, оператор, продюсер, актёр |
| 1980 | док | Годар 1980                                         | Godard 1980                             | режиссёр                                       |
| 1981 | ф   |                                                    | Stagefright                             | режиссёр, сценарист, оператор                  |
| 1983 | ф   | Медленные движения                                 | Slow Moves                              | режиссёр, сценарист, оператор, продюсер, актёр |
| 1986 | ф   |                                                    | Bell Diamond                            | режиссёр, сценарист, оператор, продюсер        |
| 1987 | ф   | Простой разговор и здравый смысл                   | Plain Talk & Common Sense               | режиссёр, сценарист, оператор                  |
| 1988 | ф   | Смеющийся Рембрандт                                | Rembrandt Laughing                      | режиссёр, сценарист, оператор                  |
| 1990 | ф   | Все работы Вермеера в Нью-Йорке                    | All the Vermeers in New York            | режиссёр, сценарист, оператор                  |
| 1990 | ф   | Прицельный огонь (иногда — Верняк)                 | Sure Fire                               | режиссёр, сценарист, оператор                  |
| 1993 | ф   | Постель, в которой ты спишь                        | The Bed You Sleep In                    | режиссёр, сценарист, оператор                  |
| 1993 | ф   | Ловушка                                            | Frameup                                 | режиссёр, сценарист, оператор                  |
| 1994 | ф   | Один для меня, один для тебя и один для Раффаэля   | Uno a me, uno a te e uno a Raffaele     | режиссёр, сценарист, оператор                  |
| 1997 | док |                                                    | London Brief                            | режиссёр, сценарист, оператор                  |
| 1999 | ф   |                                                    | Nas Correntes de Luz da Ria Formosa     | режиссёр, сценарист, оператор, продюсер        |
| 2000 | док |                                                    | Muri romani (англ. Roman Walls)         | режиссёр, оператор, продюсер                   |
| 2000 | док |                                                    | Roma — un ritratto improvvisario        | режиссёр, оператор                             |
| 2000 | док |                                                    | 6 Easy Pieces                           | режиссёр, сценарист, оператор, продюсер        |
| 2002 | док |                                                    | Oui non                                 | режиссёр, сценарист, оператор, продюсер        |
| 2004 | ф   | Возвращение домой                                  | Homecoming                              | режиссёр, сценарист, оператор, продюсер        |
| 2004 | ф   |                                                    | Vergessensfuge                          | режиссёр, сценарист, оператор, продюсер        |
| 2006 | ф   |                                                    | La lunga ombra                          | режиссёр, сценарист, оператор, продюсер        |
| 2007 | ф   |                                                    | Over Here                               | режиссёр, сценарист, оператор, продюсер        |
| 2008 | ф   |                                                    | Parable                                 | режиссёр, сценарист, оператор, продюсер        |
| 2010 | док |                                                    | Swimming in Nebraska                    | режиссёр, оператор, продюсер                   |
| 2011 | док |                                                    | Imagens de uma cidade perdida           | режиссёр, продюсер                             |
| 2011 | док |                                                    | Dissonance                              | режиссёр, продюсер                             |
| 2011 | ф   |                                                    | Trinity                                 |                                                |